# Most kolejowy na dużej obwodnicy Krakowa
Most kolejowy na dużej obwodnicy Krakowa – most kolejowy w Krakowie na Wiśle, leżący na trasie linii kolejowej nr 95 łączącej stację Kraków Mydlniki ze stacją Podłęże, pomiędzy przystankami Kraków Nowa Huta Północ i Podgrabie Wisła. Jest to linia kolejowa omijająca dworzec Kraków Główny.
Most to trójprzęsłowa konstrukcja długości ok. 250 metrów i szerokości ok. 13 metrów. Przęsło środkowe ma długość 98 metrów a skrajne po 72,72 m. Przęsła są stalowymi kratownicami parabolicznymi z jazdą dołem, oddzielnymi pod każdym torem, posadowionymi na betonowych podporach. Podpory wykonało Przedsiębiorstwo Robót Kolejowych Nr 9 (ZBM Kraków) a kratownice Mostostal Kraków. Most jest dwutorowy. Oddany został do użytku w 1952 roku.
Linia kolejowa na której się znajduje służyła do zaopatrywania w surowce (rudy żelaza i węgiel) kombinatu metalurgicznego Huty im. Lenina oraz do wywozu jego produktów a ma być w przyszłości częścią krakowskiej Szybkiej Kolei Aglomeracyjnej, w Przylasku Rusieckim ma powstać przystanek kolejowy.